# Józef Hudec
Józef Hudec, ps. Bramin (ur. 20 stycznia 1863 w Krakowie, zm. 28 stycznia 1915 w Karwinie) – polski polityk socjaldemokratyczny, działacz związkowy, poseł do austriackiej Rady Państwa.

## Życiorys
Był synem stolarza. Ukończył niższe gimnazjum we Lwowie. Następnie pracował jako zecer w drukarni „Dziennika Lwowskiego”. Poznawszy idee socjalistyczne, stał się ich gorącym zwolennikiem. Od 1889 członek zarządu, od 1895 prezes stowarzyszenia drukarzy lwowskich „Ognisko”. Przekształcił to stowarzyszenie w organizację, która objęła swym zasięgiem całą Galicję, a także stała się częścią Związku Drukarzy monarchii habsburskiej. Udało mu się doprowadzić także do zawarcia pierwszych umów zbiorowych drukarzy z właścicielami drukarń.
Był jednym z głównych organizatorów w 1892 Galicyjskiej Partii Socjaldemokratycznej od 1897 Polskiej Partii Socjalno-Demokratyczna Galicji i Śląska Cieszyńskiego, w latach 1892–1915 był członkiem Krajowej Komisji Wykonawczej i jej lwowskiego zarządu. W 1891 organizator, a następnie przywódca stowarzyszenia oświatowego „Siła” we Lwowie. Dyrektor Kasy Chorych we Lwowie (1897–1908). Z ramienia PPSD był radnym Rady Miejskiej Lwowa (1902–1908). Redaktor lwowskiego organu PPSD, „Głosu” oraz „Ogniska”, współpracował także z krakowskim „Naprzodem”.
Poseł do austriackiej Rady Państwa XI kadencji (17 lutego 1907 – 30 marca 1911) i XII kadencji (17 lipca 1911 – 28 stycznia 1915), wybierany z okręgu wyborczego nr 7 (Lwów). Członek Klubu Polskich Posłów Socjalistycznych. Po pokonaniu trudności językowych był często wysuwany przez klub jako znawca w sprawach ustawodawstwa społecznego i ruchu zawodowego do rozmaitych komisji, m.in. należał do komisji budżetowej. Uczestniczył szczególnie aktywnie w walce o reformę wyborczą do Sejmu Krajowego. Z ramienia PPSD był członkiem Komisji Tymczasowej Skonfederowanych Stronnictw Niepodległościowych (1912–1914)
Po wybuchu wojny, w sierpniu 1914 wszedł do Sekcji Wschodniej Naczelnego Komitetu Narodowego. Protestował przeciwko rozbiciu przez narodowych demokratów Legionu Wschodniego. Uciekając przed wojskami rosyjskimi, znalazł się na Śląsku Cieszyńskim, gdzie zmarł.
Józef Hudec był żonaty z Heleną z Wędrzynów, z którą miał trzech synów, żołnierzy Legionów Polskich i oficerów Wojska Polskiego: Mariana Józefa (1888–1931), kapitana piechoty, Stefana Józefa (1894–1954), porucznika, i Wacława (1899–1940), kapitana piechoty, zamordowanego w Katyniu.